# Carolina Henriette MacGillavry
Carolina Henriette MacGillavry, auch Mac Gillavry, (* 22. Januar 1904 in Amsterdam; † 9. Mai 1993 ebenda) war eine niederländische Chemikerin und Kristallographin.
Von ihren Mitarbeitern wurde sie Mac genannt und daher manchmal Mac Gillavry geschrieben.

## Leben
Sie war die Tochter des Gehirnchirurgen Donald MacGillavry und studierte 1921 bis 1932 Chemie an der Universität Amsterdam. 1925 legte sie ihr Kandidatenexamen ab und befasste sich mit Anwendungen der Quantenmechanik in der Chemie. 1932 erhielt sie ihr Doctoraalexamen (Diplom) cum laude.  Sie war Assistentin von A. Smits und wandte sich um 1934 unter dem Einfluss von Johannes Martin Bijvoet der Röntgen-Kristallographie zu, worüber sie 1937 bei Adriaan H.W. Aten mit dem Thema Röntgendiffractie van veelling-kristallen: de kristalstructuur van eenige diamminen promoviert wurde. Nach kurzer Zeit in Leiden war sie im Amsterdamer kristallographischen Labor von Bijvoet. 1941 wurde sie dort Konservatorin. Nach dem Zweiten Weltkrieg war sie eine der führenden Wissenschaftler in der Einführung direkter Methoden in der Kristallographie, wobei sie sich vor allem mit den Harker-Kasper-Ungleichungen befasste (nach David Harker, John Simon Kasper 1948). 1947 wurde sie Lektor und 1950 wurde sie außerordentliche und 1957 ordentliche Professorin an der Universität Amsterdam. 1972 wurde sie emeritiert.
Neben Röntgenkristallographie trug sie auch zur anorganischen Chemie bei. Sie war mit der britischen Kristallografin Kathleen Lonsdale befreundet. 1954 bis 1960 war sie im Executive Committee der International Union of Crystallography.
Sie publizierte auch über mathematische Aspekte im Werk von Maurits Cornelis Escher und über das Polyeder in Albrecht Dürer´s Melencolia I.
1969 wurde sie Mitglied der Leopoldina und 1950 wurde sie als erste Frau in die Niederländische Akademie der Wissenschaften (KNAW) aufgenommen.
1968 heiratete sie den Hals-Nasen-Ohrenarzt J. H. Niewenhuijsen. Sie liegt in Utrecht begraben.

## Schriften
- mit J. M. Bijvoet, N. H. Kolmeijer: Röntgenanalyse van kristallen, 2. Auflage 1948
- Symmetric aspects of M. C. Escher´s periodic drawings,  A. Oosthoek, International Union of Crystallography 1965
- Hidden Symmetry, in H. S. M. Coxeter (Hrsg.), M. C. Escher, art and science, Amsterdam 1985
- The symmetry of M. C. Escher´s impossible images, Computers & Mathematics with Applications, Band 12 B, 1968, S. 123–138
- The polyhedron in A. Dürer´s Melancolia I. An over 450 years old puzzle solved ?, Nederland Akad. Wetensch. Proc. 1981